# Why Me?
Why Me? är en sång som Johnny Logan skrev och Linda Martin framförde för Republiken Irland vid Eurovision Song Contest 1992 i Malmö i Sverige. Melodin vann tävlingen. Den är en balladlåt.

## Listplaceringar
| Lista (1992)  | Placering |
| ------------- | --------- |
| Nederländerna | 29        |